# 葉慶炳
葉慶炳（1927年1月14日—1993年9月14日），原籍浙江餘姚，台灣學者、散文作家，曾用筆名「青木」。曾任國立台灣大學中文系主任、中文研究所所長，專精於中國古典小說研究，散文作品則以「晚鳴軒」散文聞名。

## 生平
葉慶炳1927年生於浙江餘姚，1945年入江蘇學院中文系。1947年至台灣依親，轉學入台灣大學中文系，畢業後則留任助教。1954年升等為講師，正式任教。1976年開始出版散文集，以「晚鳴軒」散文為名，作品多散見於《中國時報》、《聯合報》、《中華日報》等，並曾於行政院新聞局新中國出版社旗下月刊《吾愛吾家》定期刊登。1979年出任台大中文系主任、台大中研所所長，並先後於台灣師範大學國文研究所、輔仁大學中文研究所兼課。
葉慶炳曾參與創辦《文學雜誌》、《文學評論》等雜誌，後與顏元叔、侯健等人創《中外文學》，曾擔任編務、社長等職。1973年與顏元叔、齊邦媛等人發起成立中華民國比較文學學會，並三度擔任副理事長。1993年9月14日因肺癌病逝於台大醫院。
1994年9月，《中外文學》發行第二十三卷第四期，標題為《葉慶炳先生紀念專號》。

## 著作

### 學術作品
1. 《諸宮調訂律》
2. 《中國文學史》（臺灣學生書局）
3. 《漢魏六朝小說選》（弘道文化）
4. 《談小說鬼》（皇冠文化）
5. 《談小說妖》（洪範書店）
6. 《唐詩散論》（洪範書店）
7. 《中國古典小說中的愛情》（時報文化）
8. 《漢魏六朝鬼怪小說》（桂冠圖書）
9. 《古典小說論評》（幼獅文化）

### 散文作品
1. 《長髮為誰留》（《晚鳴軒散文集》之一，皇冠文化）
2. 《秋草夕陽》（《晚鳴軒散文集》之二，皇冠文化）
3. 《誰來看我》（《晚鳴軒散文集》之三，九歌出版社）
4. 《一通電話》（《晚鳴軒散文集》之四，九歌出版社）
5. 《假如沒有電視》（《晚鳴軒散文集》之五，九歌出版社）
6. 《暝色入高樓》（《晚鳴軒散文集》之六，正中書局）
7. 《筆架連峰人生路》（《晚鳴軒散文集》之七，黎明文化）
8. 《晚鳴軒愛讀詩》（九歌出版社）
9. 《晚鳴軒愛讀詞》（九歌出版社）
10. 《葉慶炳自選集》（黎明文化）
11. 《我是一枝粉筆》（九歌出版社）

## 外部連結
- 九歌文學網－葉慶炳 （页面存档备份，存于）
- 2007台灣作家作品目錄－葉慶炳 （页面存档备份，存于）
- 台灣大百科全書－葉慶炳 （页面存档备份，存于）